# Baldone
Baldone è un comune della Lettonia di 5.502 abitanti (dati 2009).